# 田尻陽一郎
田尻陽一郎（たじり よういちろう）は、日本のスタントマン。かつて、アクショングループ『JFA』（ジェファ = ジャパン・ファイティング・アクターズ）に所属していた。

## 人物
主に東宝やピー・プロダクションの作品のスタントを担当し、『ダイヤモンド・アイ』では主役、ダイヤモンド・アイのスーツアクターを務めた。当時では珍しく器械体操の技を多く披露していた。

## 主な出演作品
- 快傑ライオン丸（1972 - 1973年）  - ゴースン魔人
- ジャンボーグA 第24話「死闘! 海底の秘密基地」（1973年） - 通信員
- 流星人間ゾーン 第21話「無敵! ゴジラ大暴れ」（1973年） - ガロガバラン星人
- ウルトラマンタロウ 第36話「ひきょうもの! 花嫁は泣いた」（1973年）
- ダイヤモンド・アイ（1973 - 1974年）  - ダイヤモンド・アイ[2]
- 電撃!! ストラダ5（1974年） - ビッグノヴァ団員 ほか
- 電人ザボーガー（1974 - 1975年）  - 電人ザボーガー、ストロング・ザボーガー[3]